# Christa Kern

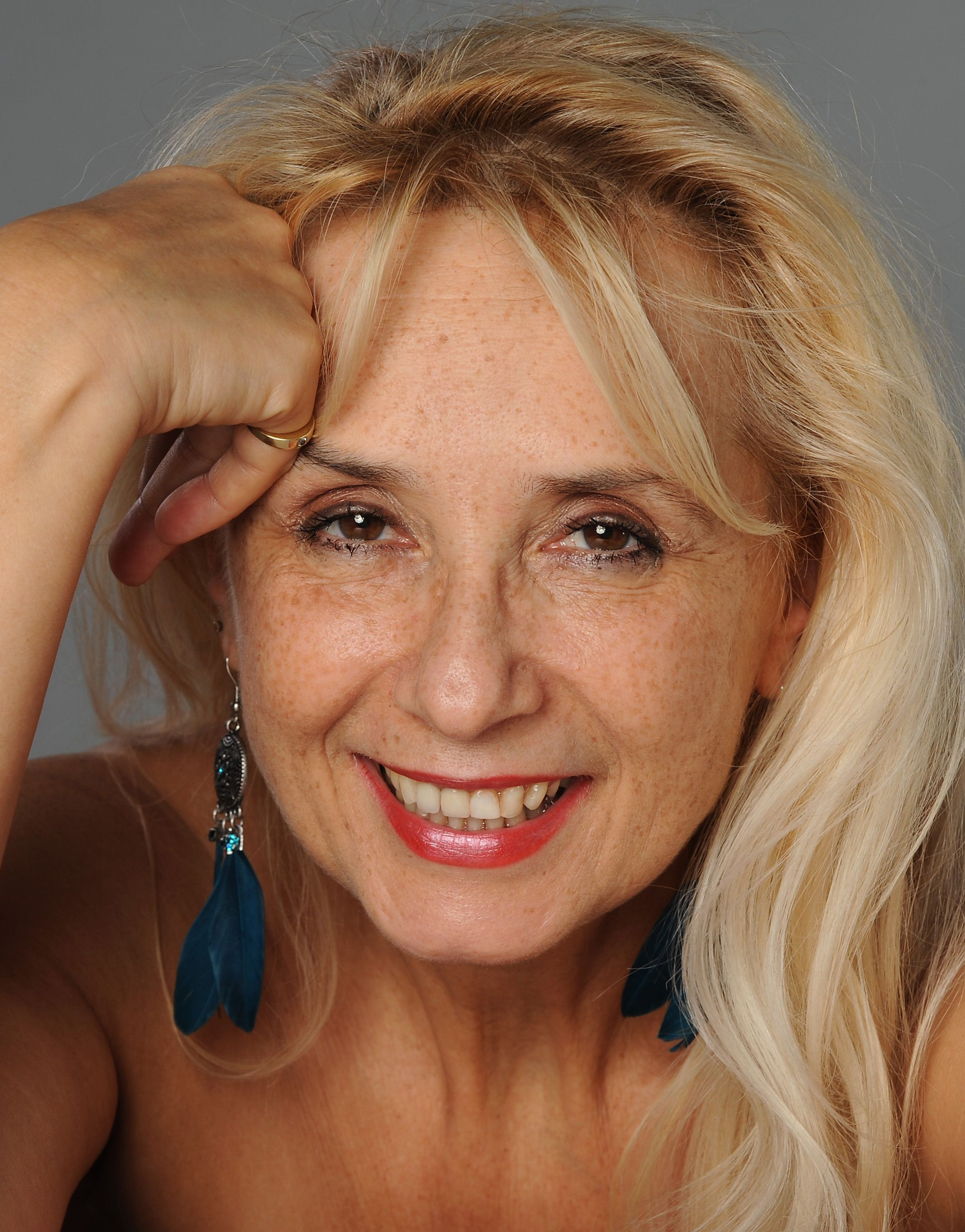
Christa Kern (2016)

Christa Kern (* 29. Oktober 1958 in Eisenerz, Steiermark) ist eine österreichische Schauspielerin, Autorin, Chansonette, Sprecherin.

## Leben
Nach privatem Schauspielunterricht wurde sie am Stadttheater Leoben engagiert. Sie absolvierte mehrere Theatertourneen durch Südtirol und gab Gastspiele in verschiedenen Städten Österreichs.
Eigenen Angaben zufolge schreibt sie seit ihrer Jugend Kurzgeschichten, Gedanken und Gedichte und veröffentlichte in Literaturzeitschriften und Anthologien. Seit 2009 ist sie Mitglied der „Arbeitsgemeinschaft Autorinnen“ (AGA).
Christa Kern lebt und arbeitet in Wien.

## Filmografie (Auswahl)
- 2023: Crazy Roads
- 2021: Dahoam is Dahoam (5 Folgen)
- 2021: Je Suis Auto
- 2021: Janus – Ewiges Schicksal
- 2019: Strawberry Moments
- 2018, Dahoam is Dahoam (4 Folgen)
- 2016: Für dich dreh ich die Zeit zurück
- 2015: Einfache Liebe
- 2015: SOKO Donau (Folge: Becks Blues)
- 2015: SOKO Kitzbühel (Folge: Blutgericht)
- 2014: Dahoam is Dahoam (4 Folgen)
- 2013: „Kurzszenen Mix“
- 2013: Übertrug
- 2012: Lautlos (Kurzfilm)
- 2011: Angles De La Muerte
- 2011–2012: Tom Turbo (Fernsehserie, 6 Folgen)
- 2007: Dr. Myagi
- 2001: Dolce Vita & Co
- 2001: We are deranged
- 2001: Vakuum
- 2000: Die Windsbraut (Bride of the Wind)

## Bühne (Auswahl)
- Löwinger – The New Generation (2016)
- Schauspielerin im „Schauspiel Patienten Programm“, Med. Uni Wien (seit 2013 bis 2015)
- Schauspiel Patientin, PSY Psychoanalytische Akademie (2014)
- Weihnachtskarpfen mit Hindernissen, Ateliertheater (2010)
- „Der Talisman“ Österreich Tournee mit dem Austria Tourneetheater (2009/2010)
- Eigene Bühnenproduktion „Unsere verruchte Oma“ (2006)
- Gretchen im Heurigenfaust,
- Welcome to the Show,
- Österreichtournee/Südtirol Tournee mit dem Leobener Ensemble – Ensemble des Stadttheaters Leoben (1981–1988)

## Veröffentlichungen
- 2000: „Schreibfluss 1980 – 2000“